# Abd ar-Rahman II
Abd ar-Rahman II (Arabisch: عبد الرحمن بن الحكم, DMG of Abd ar-Rahman ibn al-Hakam; Toledo, 792 – Córdoba, 852) was de vierde emir van Córdoba (822–852).

## Leven
Abd ar-Rahman II werd in 822 de opvolger van zijn vader Al-Hakam I en kon zich tijdens zijn regering in het emiraat Córdoba uitgebreid aan de bevordering van kunst en cultuur wijden (Abbas ibn Firnas). Daarbij interesseerde Abd ar-Rahman II zich in het bijzonder voor filosofie, geneeskunde, astronomie, poëzie en muziek. Onder zijn regering werd ook het Perzische hofceremonieel in Córdoba ingevoerd. 

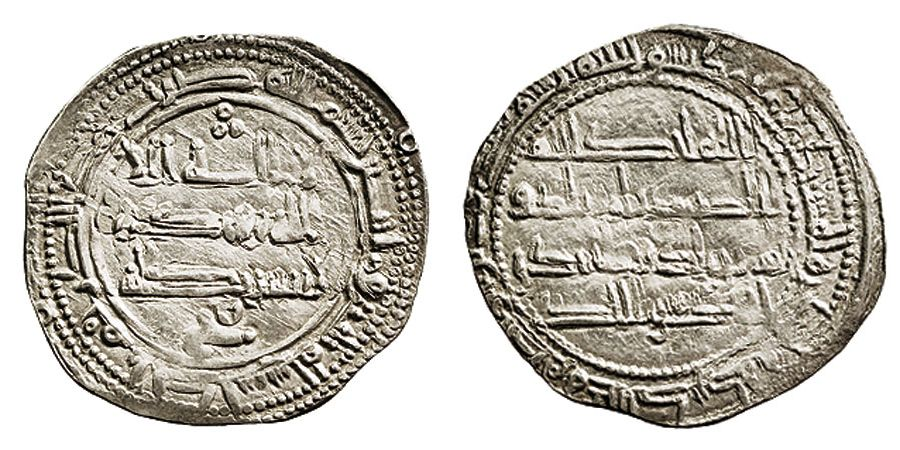
Dirham van Abd ar-Rahman II

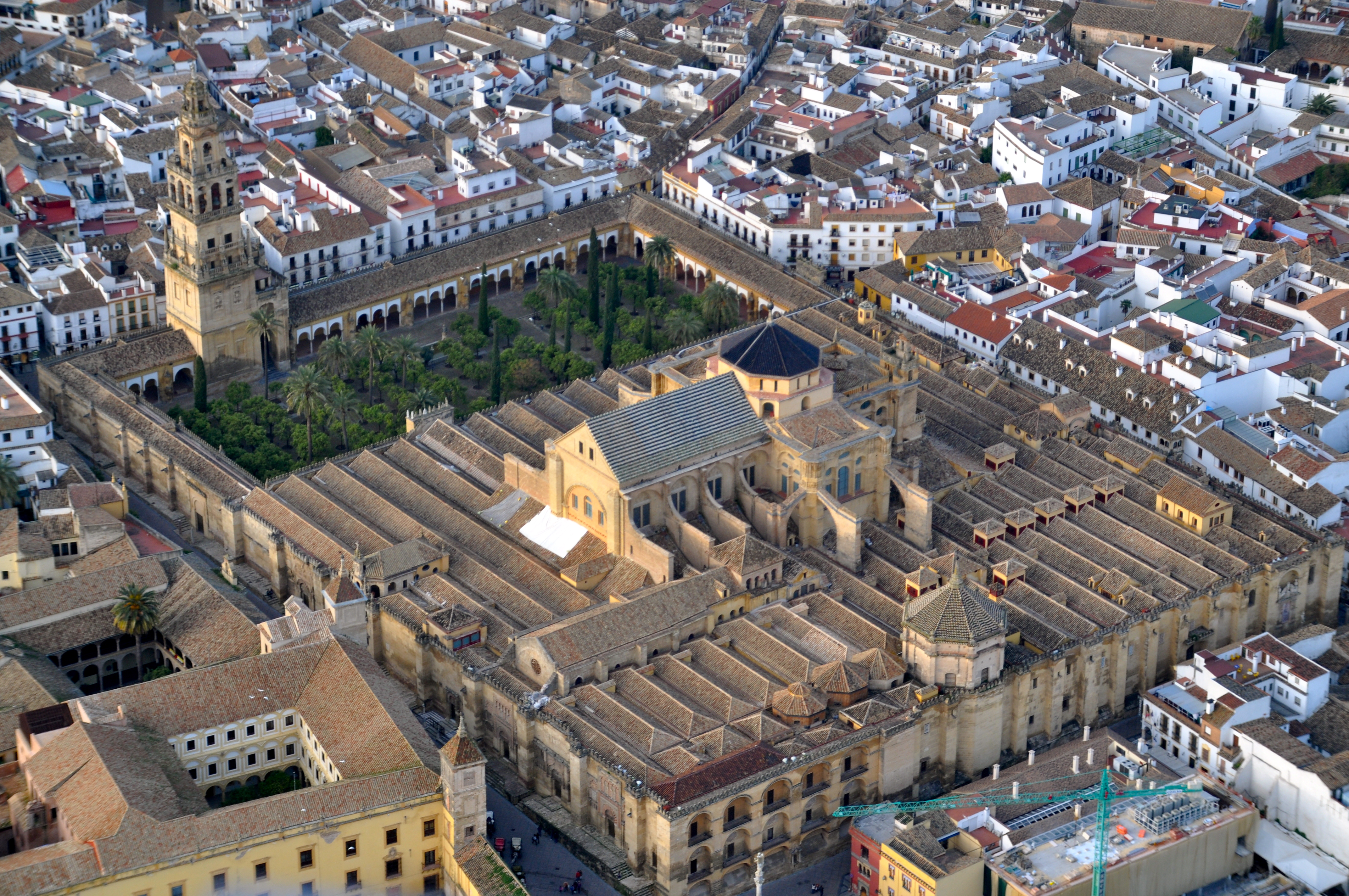
De Mezquita-kathedraal van Córdoba

Ter financiering van de cultuurbevordering volgde een reorganisatie van het bestuur en de financiën naar het voorbeeld van overeenkomstige instellingen bij de Abbasiden. Abd ar-Rahman II gold op grond van de bloeiende economie van Al-Andalus als de rijkste moslimheerser van zijn tijd. Onder hem werd Córdoba aanzienlijk uitgebreid en vergroot, waarbij ook de Mezquita van Córdoba werd uitgebouwd (833–848).
De regeringsperiode van Abd ar-Rahman II was, buiten een paar gevechten in de Noordelijke grensgebieden tegen voornamelijk de Frank Bernhard van Septimanië, grotendeels vredig. Weliswaar volgde in 844 een overval van de Noormannen op Lissabon en Sevilla, die echter kon worden afgeweerd, ook al hadden de Noormannen voordien Sevilla geplunderd. In de daaropvolgende periode werden daarom leger en vloot versterkt, om verdere plunderingen te kunnen verhinderen. Ondanks de rooftochten is bij de Noormannen zelfs een Omajjadische gezantschap geattesteerd, waarbij het waarschijnlijk om onderhandelingen in verband met de pels- en slavenhandel ging. Daarnaast werden ook de betrekkingen met de vorstendommen in de Maghreb, in het bijzonder met de Rostamiden uitgebouwd.
Nochtans dook de volgende crisis van het emiraat van Córdoba al op het einde van de regering van Abd ar-Rahman II op, toen het markgraafschap Zaragoza (842) onder de Banu Qasi haar onafhankelijkheid van Córdoba uitriep.
Na de dood van Abd ar-Rahman II in 852 werd zijn zoon Mohammed I (852–886) emir van Córdoba.